# شترولندورف
شترولندورف (به آلمانی: Strullendorf) یک شهر در آلمان است که در بامبرگ واقع شده‌است. شترولندورف ۷٬۷۹۱ نفر جمعیت دارد.